# 徳川十六神将
徳川十六神将（とくがわじゅうろくしんしょう）は、徳川家康に仕えて江戸幕府の創業に功績を立てた16人の武将を顕彰した呼称。江戸時代には家康と十六神将の姿を描いた図像が東照宮信仰において好まれた。

## 概要
近世には仏教絵画の集合図像に模して、戦国大名家の供養や顕彰を目的とした集団肖像画が製作されている。16の数字が選ばれた理由は明らかではないが、16という名数は、（賢劫）十六尊、十六善神、十六羅漢、十六善神、十六社など宗教、特に仏教でよく用いられる。近世には筆頭の酒井忠次・本多忠勝・榊原康政・井伊直政の4名を特に「徳川四天王」と呼ぶ場合もあることから、東照大権現の神号を持つ家康を仏（権現）に見立て、仏教の四天王・十二神将の数字を合計して「十六神将」としたと考えられ、更に12人の功臣を加えた呼称を徳川二十八神将と呼びこの28人は日光東照宮に配祀されている。人選の基準は不明だが、大部分は三河時代からの家臣で、領土拡張期に家康と共に戦場で活躍した武功派の武将たちである。このことから世が治まり吏僚派の家臣が台頭する中で、創業期の苦しみや活躍を後世に伝えるために選ばれたと考えられる。

## 該当者
- 酒井忠次（1527年 - 1596年）
- 本多忠勝（1548年 - 1610年）
- 榊原康政（1548年 - 1606年）
- 井伊直政（1561年 - 1602年）

（以上を徳川四天王、本多・榊原・井伊の3人を三傑という）
- 米津常春（1524年 - 1612年）
- 高木清秀（1526年 - 1610年)
- 内藤正成（1528年 - 1602年）
- 大久保忠世（1532年 - 1594年）
- 大久保忠佐（1537年 - 1613年）
- 蜂屋貞次（1539年 - 1564年）または植村家存（家政）(1541年 - 1577年）
- 鳥居元忠（1539年 - 1600年）
- 鳥居忠広（? - 1573年）
- 渡辺守綱（1542年 - 1620年）
- 平岩親吉（1542年 - 1611年）
- 服部正成（1542年 - 1596年）
- 松平康忠（1545年 - 1618年）または松平家忠（1555年 - 1600年）

## 徳川二十四将に入る武将
- 大須賀康高（1527年 - 1589年）
- 板倉勝重（1545年 - 1624年）
- 戸田忠次（1531年 - 1597年）
- 水野忠重（1541年 - 1600年）
- 渥美勝吉（1557年 - 1616年）
- 安藤直次（1555年 - 1635年）
- 酒井重忠（1549年 - 1617年）
- 松平定勝（1560年 - 1624年）
- 本多俊正（生没年不詳）